# August Runggaldier
August Runggaldier-Furdenan, auch Gustl Runggaldier da Furdenan (* 1880 in St. Ulrich in Gröden; † 1940 ebenda), war ein Tiroler Bildhauer und Schulleiter.

## Biographie
Seine Meister waren der Vater August (1853–1917) und der Onkel Ferdinand Demetz-Furdenan. 1907 öffnete er seine erste Werkstatt in St. Ulrich. Seine Werke, viele Kleinplastiken, waren, im Unterschied zu den meisten Arbeiten der Grödner Bildhauer nicht sakral, sondern profan.
1920 gründete Runggaldier mit Jakob Mussner, Jakob Crepaz und Vinzenz Moroder den Ausstellungsverein (Circolo degli Artisti). Runggaldier war der erste Präsident dieses Vereines.
In den Jahren 1922 bis 1933 war er Leiter der Kunstschule in Pinerolo im Piemont.

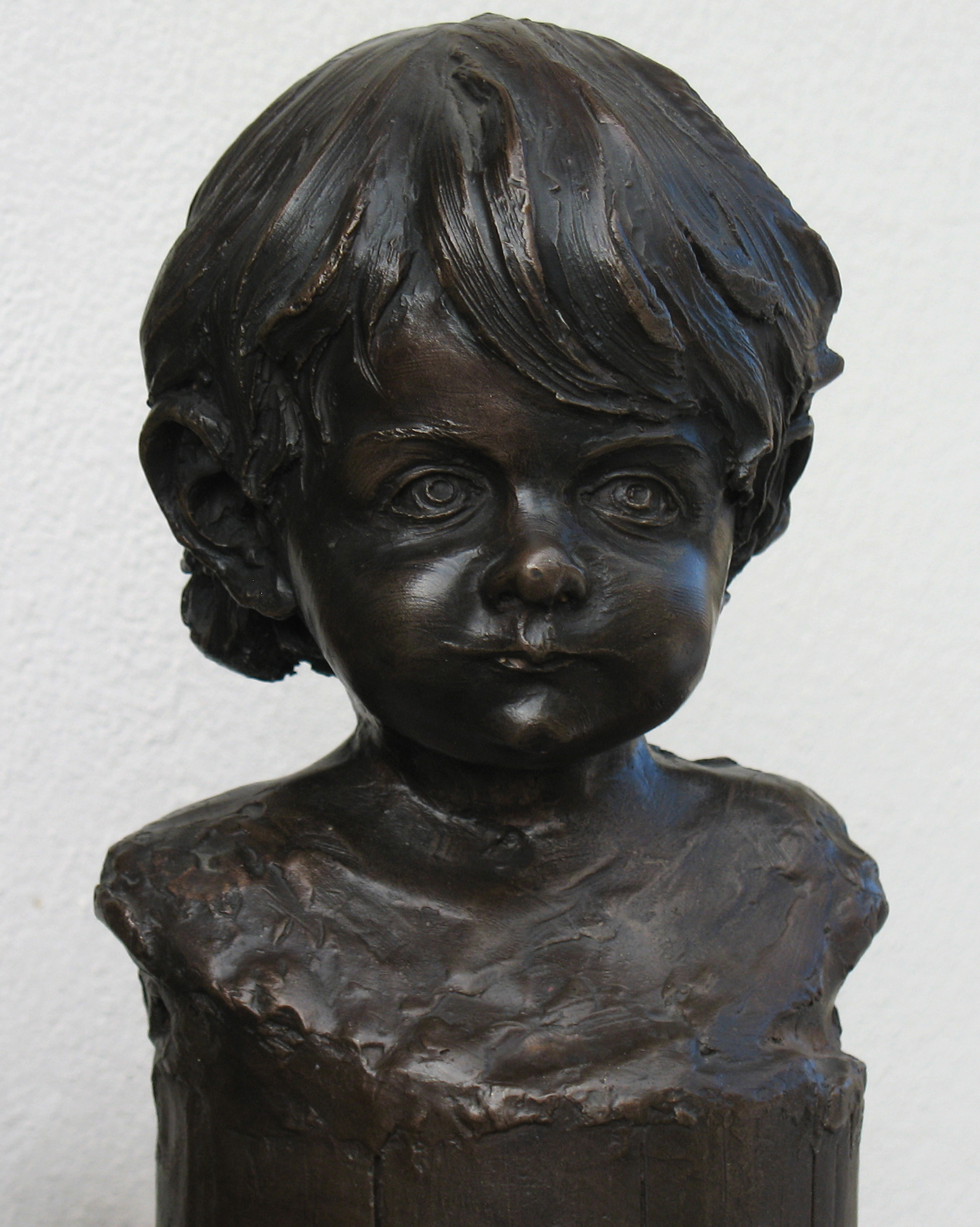
Porträt des dreijährigen Sohnes Franz in Bronze

Schüler seiner Werkstatt waren der Sohn Franz Runggaldier, der seine Werkstatt übernahm, und der Grödner Sepl Mahlknecht-Rainèl (1864–1944).

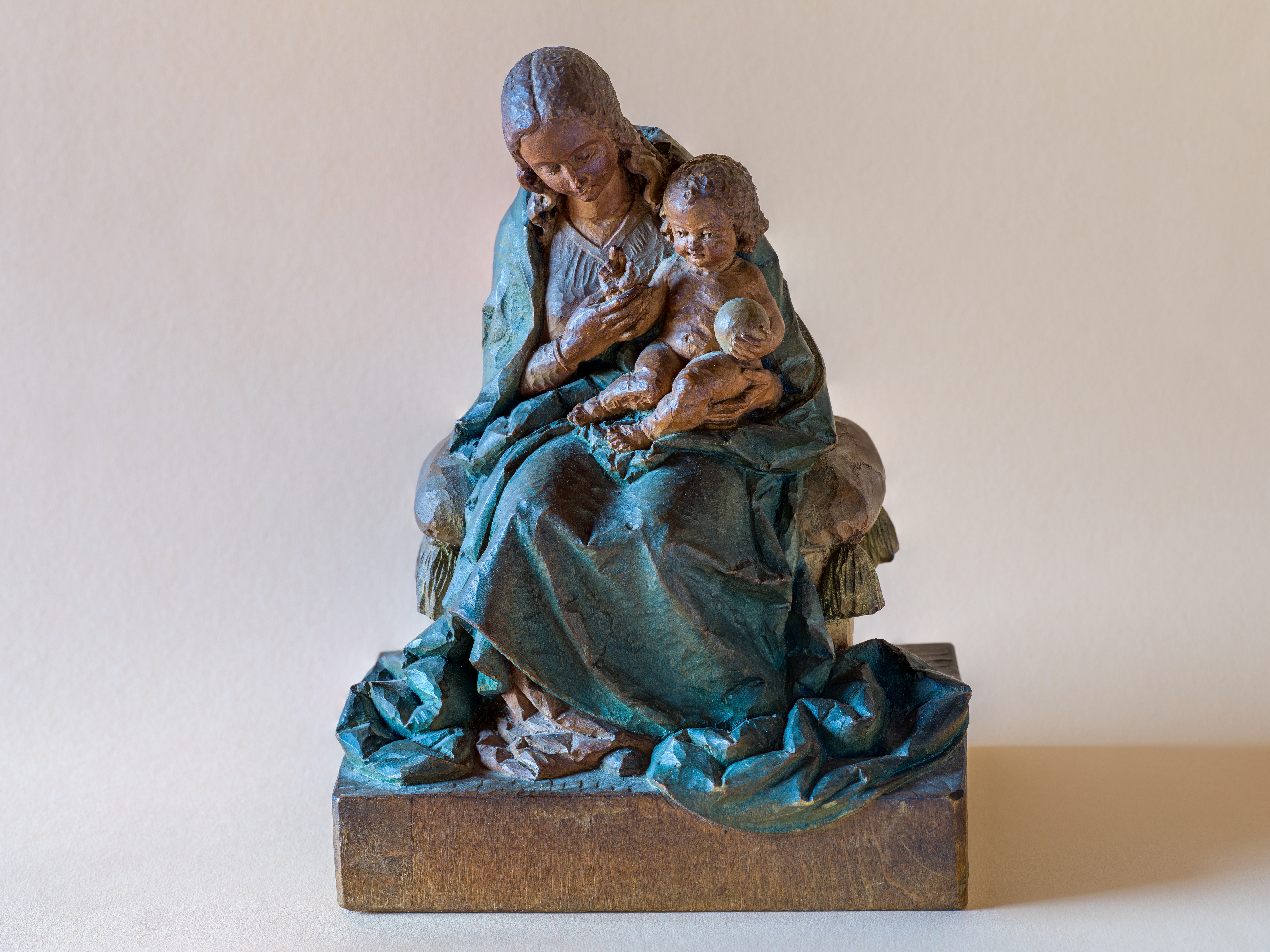
Holzgeschnitzte Madonna mit Kind des August Runggaldier signiert 1938

## Bibliographie
- Vinzenz Mussner: Mòstri scultëures de Gherdëina che à ziplà de bela scultures y che à nsenià ju lernri, Calënder de Gherdëina, Urtijëi, 1981 (ladinisch)